# Campionat del Món d'atletisme de 2007

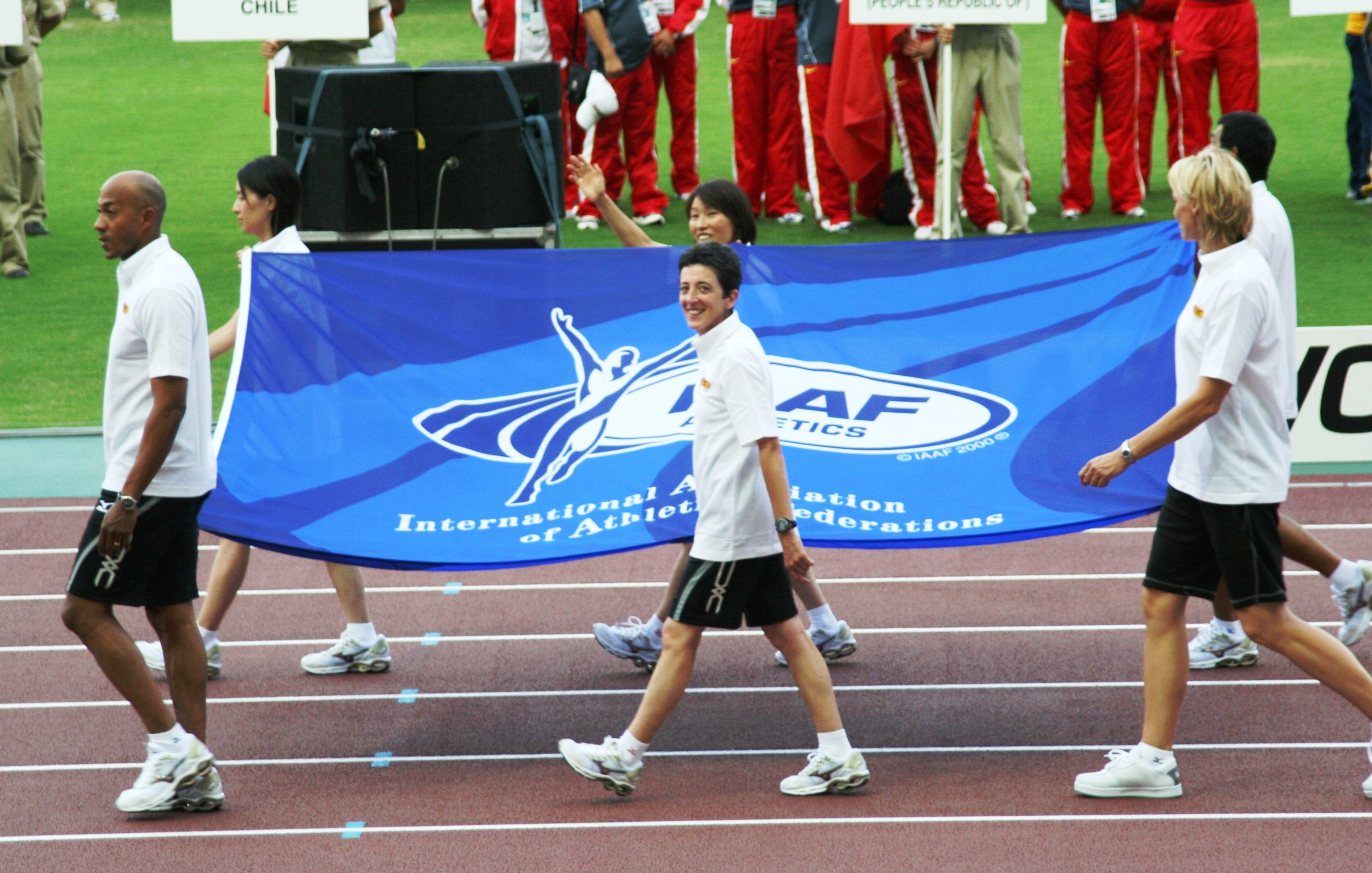
Cerimònia d'obertura

El XI Campionat del Món d'atletisme es va celebrar a Osaka (Japó) entre el 25 d'agost i el 2 de setembre de 2007 sota l'organització de l'Associació Internacional de Federacions d'Atletisme i l'Associació Japonesa de Federacions d'Atletisme.
Les competicions es van dur a terme a l'Estadi Nagai amb capacitat per a 50.000 espectadors. Es va competir en 47 disciplines, 24 masculines i 23 femenines.

## Resultats

### Homes
| Event                  | Or                                                                               | Or       | Plata                                                                 | Plata    | Bronze                                                                               | Bronze   |
| 100 m                  | Tyson Gay · Estats Units                                                         | 9,85     | Derrick Atkins · Bahames                                              | 9,91     | Asafa Powell · Jamaica                                                               | 9,96     |
| 200 m                  | Tyson Gay · Estats Units                                                         | 19,76    | Usain Bolt · Jamaica                                                  | 19,91    | Wallace Spearmon · Estats Units                                                      | 20,05    |
| 400 m                  | Jeremy Wariner · Estats Units                                                    | 43,45    | LaShawn Merritt · Estats Units                                        | 43,96    | Angelo Taylor · Estats Units                                                         | 44,32    |
| 800 m                  | Alfred Kirwa Yego · Kenya                                                        | 1:47,09  | Gary Reed · Canadà                                                    | 1:47,10  | Yuriy Borzakovskiy · Rússia                                                          | 1:47,39  |
| 1500 m                 | Bernard Lagat · Estats Units                                                     | 3:34,77  | Rashid Ramzi · Bahrain                                                | 3:35,00  | Shedrack Kibet Korir · Kenya                                                         | 3:35,04  |
| 5000 m                 | Bernard Lagat · Estats Units                                                     | 13:45,87 | Eliud Kipchoge · Kenya                                                | 13:46,00 | Moses Kipsiro · Uganda                                                               | 13:46,75 |
| 10000 m                | Kenenisa Bekele · Etiòpia                                                        | 27:05,90 | Sileshi Sihine · Etiòpia                                              | 27:09,03 | Martin Mathathi · Kenya                                                              | 27:12,17 |
| Marató                 | Luke Kibet · Kenya                                                               | 2:15:59  | Mubarak Hassan Shami · Qatar                                          | 2:17:18  | Viktor Röthlin · Suïssa                                                              | 2:17:25  |
| 110 m tanques          | Liu Xiang · R.P. de la Xina                                                      | 12,95    | Terrence Trammell · Estats Units                                      | 12,99    | David Payne · Estats Units                                                           | 13,02    |
| 400 m tanques          | Kerron Clement · Estats Units                                                    | 47,61    | Félix Sánchez · República Dominicana                                  | 48,01    | Marek Plawgo · Polònia                                                               | 48,12    |
| 3000 m obstacles       | Brimin Kipruto · Kenya                                                           | 8:13,82  | Ezekiel Kemboi · Kenya                                                | 8:16,94  | Richard Mateelong · Kenya                                                            | 8:17,59  |
| 20 km marxa            | Jefferson Pérez · Equador                                                        | 1:22:20  | Francisco Javier Fernández · Espanya                                  | 1:22:40  | Hatem Ghoula · Tunísia                                                               | 1:22:40  |
| 50 km marxa            | Nathan Deakes · Austràlia                                                        | 3:43:53  | Yohann Diniz · França                                                 | 3:44:22  | Alex Schwazer · Itàlia                                                               | 3:44:38  |
| 4 × 100 m relleus      | Estats UnitsDarvis Patton · Wallace Spearmon · Tyson Gay · Leroy Dixon           | 37,78    | JamaicaMarvin Anderson · Usain Bolt · Nesta Carter · Asafa Powell     | 37,89    | Regne UnitChristian Malcolm · Craig Pickering · Marlon Devonish · Mark Lewis-Francis | 37,90    |
| 4 × 400 m relleus      | Estats UnitsLaShawn Merritt · Angelo Taylor · Darold Williamson · Jeremy Wariner | 2:55,56  | BahamesAvard Moncur · Michael Mathieu · Andrae Williams · Chris Brown | 2:59,18  | PolòniaMarek Plawgo · Daniel Dąbrowski · Marcin Marciniszyn · Kacper Kozłowski       | 3:00,05  |
| Salt d'alçada          | Donald Thomas · Bahames                                                          | 2,35     | Yaroslav Rybakov · Rússia                                             | 2,35     | Kyriakos Ioannou · Xipre                                                             | 2,35     |
| Salt amb perxa         | Brad Walker · Estats Units                                                       | 5,86     | Romain Mesnil · França                                                | 5,86     | Danny Ecker · Alemanya                                                               | 5,81     |
| Salt de longitud       | Irving Saladino · Panamà                                                         | 8,57     | Andrew Howe · Itàlia                                                  | 8,47     | Dwight Phillips · Estats Units                                                       | 8,30     |
| Triple salt            | Nelson Évora · Portugal                                                          | 17,74    | Jadel Gregório · Brasil                                               | 17,59    | Walter Davis · Estats Units                                                          | 17,33    |
| Llançament de pes      | Reese Hoffa · Estats Units                                                       | 22,04    | Adam Nelson · Estats Units                                            | 21,61    | Rutger Smith · Països Baixos                                                         | 21,13    |
| Llançament de disc     | Gerd Kanter · Estònia                                                            | 68,94    | Robert Harting · Alemanya                                             | 66,68    | Rutger Smith · Països Baixos                                                         | 66,42    |
| Llançament de javelina | Tero Pitkämäki · Finlàndia                                                       | 90,33    | Andreas Thorkildsen · Noruega                                         | 88,61    | Breaux Greer · Estats Units                                                          | 86,21    |
| Llançament de martell  | Ivan Tsikhan · Belarús                                                           | 83,63    | Primož Kozmus · Eslovènia                                             | 82,29    | Libor Charfreitag · Eslovàquia                                                       | 81,60    |
| Decatló                | Roman Šebrle · Txèquia                                                           | 8676     | Maurice Smith · Jamaica                                               | 8644     | Dmitriy Karpov · Kazakhstan                                                          | 8586     |

### Dones
| Event                  | Or                                                                          | Or       | Plata                                                                            | Plata    | Bronze                                                                        | Bronze   |
| 100 m                  | Veronica Campbell · Jamaica                                                 | 11,01    | Lauryn Williams · Estats Units                                                   | 11,01    | Carmelita Jeter · Estats Units                                                | 11,02    |
| 200 m                  | Allyson Felix · Estats Units                                                | 21,81    | Veronica Campbell · Jamaica                                                      | 22,34    | Susanthika Jayasinghe · Sri Lanka                                             | 22,63    |
| 400 m                  | Christine Ohuruogu · Regne Unit                                             | 49,61    | Nicola Sanders · Regne Unit                                                      | 49,65    | Novlene Williams · Jamaica                                                    | 49,66    |
| 800 m                  | Janeth Jepkosgei · Kenya                                                    | 1:56,04  | Hasna Benhassi · Marroc                                                          | 1:56,99  | Mayte Martínez · Espanya                                                      | 1:57,62  |
| 1500 m                 | Maryam Yusuf Jamal · Bahrain                                                | 3:58,75  | Iryna Lishchynska · Ucraïna                                                      | 4:00,69  | Daniela Yordanova · Bulgària                                                  | 4:00,82  |
| 5000 m                 | Meseret Defar · Etiòpia                                                     | 14:57,91 | Vivian Cheruiyot · Kenya                                                         | 14:58,50 | Priscah Jepleting Cherono · Kenya                                             | 14:59,21 |
| 10000 m                | Tirunesh Dibaba · Etiòpia                                                   | 31:55,41 | Kara Goucher · Estats Units                                                      | 32:02,05 | Joanne Pavey · Regne Unit                                                     | 32:03,81 |
| Marató                 | Catherine Ndereba · Kenya                                                   | 2:30:37  | Zhou Chunxiu · R.P. de la Xina                                                   | 2:30:45  | Reiko Tosa · Japó                                                             | 2:30:55  |
| 100 m tanques          | Michelle Perry · Estats Units                                               | 12,46    | Perdita Felicien · Canadà                                                        | 12,49    | Delloreen Ennis-London · Jamaica                                              | 12,50    |
| 400 m tanques          | Jana Rawlinson · Austràlia                                                  | 53,31    | Yuliya Pechenkina · Rússia                                                       | 53,50    | Anna Jesień · Polònia                                                         | 53,92    |
| 3000 m obstacles       | Yekaterina Volkova · Rússia                                                 | 9:06,57  | Tatyana Petrova · Rússia                                                         | 9:09,19  | Eunice Jepkorir · Kenya                                                       | 9:20,09  |
| 20 km marxa            | Olga Kaniskina · Rússia                                                     | 1:30:09  | Tatyana Shemyakina · Rússia                                                      | 1:30:42  | María Vasco · Espanya                                                         | 1:30:47  |
| 4 × 100 m relleus      | Estats UnitsLauryn Williams · Allyson Felix · Mikele Barber · Torri Edwards | 41,98    | JamaicaSheri-Ann Brooks · Kerron Stewart · Simone Facey · Veronica Campbell      | 42,01    | BèlgicaOlivia Borlée · Hanna Mariën · Élodie Ouédraogo · Kim Gevaert          | 42,75    |
| 4 × 400 m relleus      | Estats UnitsDeeDee Trotter · Allyson Felix · Mary Wineberg · Sanya Richards | 3:18,55  | JamaicaShericka Williams · Shereefa Lloyd · Davita Prendagast · Novlene Williams | 3:19,73  | Regne UnitChristine Ohuruogu · Marilyn Okoro · Lee McConnell · Nicola Sanders | 3:20,04  |
| Salt d'alçada          | Blanka Vlašić · Croàcia                                                     | 2,05     | Antonietta di Martino · Itàlia · Anna Chicherova · Rússia                        | 2,03     |                                                                               |          |
| Salt amb perxa         | Yelena Isinbayeva · Rússia                                                  | 4,80     | Kateřina Baďurová · Txèquia                                                      | 4,75     | Svetlana Feofanova · Rússia                                                   | 4,75     |
| Salt de longitud       | Tatyana Lebedeva · Rússia                                                   | 7,03     | Lyudmila Kolchanova · Rússia                                                     | 6,92     | Tatyana Kotova · Rússia                                                       | 6,90     |
| Triple salt            | Yargelis Savigne · Cuba                                                     | 15,28    | Tatyana Lebedeva · Rússia                                                        | 15,07    | Marija Šestak · Eslovènia                                                     | 14,72    |
| Llançament de pes      | Valerie Vili · Nova Zelanda                                                 | 20,54    | Nadzeya Astapchuk · Belarús                                                      | 20,48    | Nadine Kleinert · Alemanya                                                    | 19,77    |
| Llançament de disc     | Franka Dietzsch · Alemanya                                                  | 66,61    | Yarelis Barrios · Cuba                                                           | 63,90    | Nicoleta Grasu · Romania                                                      | 63,40    |
| Llançament de javelina | Barbora Špotáková · Txèquia                                                 | 67,07    | Christina Obergföll · Alemanya                                                   | 66,46    | Steffi Nerius · Alemanya                                                      | 64,42    |
| Llançament de martell  | Betty Heidler · Alemanya                                                    | 74,76    | Yipsi Moreno · Cuba                                                              | 74,74    | Zhang Wenxiu · R.P. de la Xina                                                | 74,39    |
| Heptatló               | Carolina Klüft · Suècia                                                     | 7032     | Lyudmila Blonska · Ucraïna                                                       | 6832     | Kelly Sotherton · Regne Unit                                                  | 6510     |

## Medaller
| Pos.  | País                 | Or | Plata | Bronze | Total |
| 1     | Estats Units         | 14 | 5     | 7      | 26    |
| 2     | Kenya                | 5  | 3     | 5      | 13    |
| 3     | Rússia               | 4  | 7     | 3      | 14    |
| 4     | Etiòpia              | 3  | 1     | 0      | 4     |
| 5     | Alemanya             | 2  | 2     | 3      | 7     |
| 6     | Txèquia              | 2  | 1     | 0      | 3     |
| 7     | Austràlia            | 2  | 0     | 0      | 2     |
| 8     | Jamaica              | 1  | 6     | 3      | 10    |
| 9     | Bahames              | 1  | 2     | 0      | 3     |
| 9     | Cuba                 | 1  | 2     | 0      | 3     |
| 11    | Regne Unit           | 1  | 1     | 4      | 6     |
| 12    | R.P. de la Xina      | 1  | 1     | 1      | 3     |
| 13    | Bahrain              | 1  | 1     | 0      | 2     |
| 13    | Belarús              | 1  | 1     | 0      | 2     |
| 15    | Croàcia              | 1  | 0     | 0      | 1     |
| 15    | Equador              | 1  | 0     | 0      | 1     |
| 15    | Estònia              | 1  | 0     | 0      | 1     |
| 15    | Finlàndia            | 1  | 0     | 0      | 1     |
| 15    | Nova Zelanda         | 1  | 0     | 0      | 1     |
| 15    | Panamà               | 1  | 0     | 0      | 1     |
| 15    | Portugal             | 1  | 0     | 0      | 1     |
| 15    | Suècia               | 1  | 0     | 0      | 1     |
| 23    | Itàlia               | 0  | 2     | 1      | 3     |
| 24    | Canadà               | 0  | 2     | 0      | 2     |
| 24    | França               | 0  | 2     | 0      | 2     |
| 24    | Ucraïna              | 0  | 2     | 0      | 2     |
| 27    | Espanya              | 0  | 1     | 2      | 3     |
| 28    | Eslovènia            | 0  | 1     | 1      | 2     |
| 29    | Brasil               | 0  | 1     | 0      | 1     |
| 29    | República Dominicana | 0  | 1     | 0      | 1     |
| 29    | Marroc               | 0  | 1     | 0      | 1     |
| 29    | Noruega              | 0  | 1     | 0      | 1     |
| 29    | Qatar                | 0  | 1     | 0      | 1     |
| 34    | Polònia              | 0  | 0     | 3      | 3     |
| 35    | Països Baixos        | 0  | 0     | 2      | 2     |
| 36    | Bèlgica              | 0  | 0     | 1      | 1     |
| 36    | Bulgària             | 0  | 0     | 1      | 1     |
| 36    | Xipre                | 0  | 0     | 1      | 1     |
| 36    | Japó                 | 0  | 0     | 1      | 1     |
| 36    | Kazakhstan           | 0  | 0     | 1      | 1     |
| 36    | Romania              | 0  | 0     | 1      | 1     |
| 36    | Eslovàquia           | 0  | 0     | 1      | 1     |
| 36    | Sri Lanka            | 0  | 0     | 1      | 1     |
| 36    | Suïssa               | 0  | 0     | 1      | 1     |
| 36    | Tunísia              | 0  | 0     | 1      | 1     |
| 36    | Uganda               | 0  | 0     | 1      | 1     |
| Total | Total                | 47 | 48    | 46     | 141   |

| Precedit per: · Helsinki 2005 · Finlàndia | Campionat del Món d'Atletisme XI edició | Succeït per: · Berlín 2009 · Alemanya |